# Efraín Ríos Montt
Efraín Ríos Montt (n. 16 iunie 1926, Huehuetenango⁠(d), Huehuetenango Department⁠(d), Guatemala – d. 1 aprilie 2018, Ciudad de Guatemala, Guatemala) a fost un ofițer guatemalez, conducătorul de facto al țării în timpul celei mai sângeroase perioade din Războiul Civil Guatemalez. În anul 2013 a fost condamnat la 80 de ani de închisoare pentru crimele comise în perioada respectivă, însă sentința a fost casată pe motive procedurale de Curtea Constitituțională a Guatemalei. Efraín Ríos Montt a murit în anul 2018, înainte de a se încheia rejudecarea procesului.